# Bolschewskoje
Bolschewskoje (russisch Большевское, bis 1997 Balaschewskoje, deutsch Reichenhof) ist ein Ort in der russischen Oblast Kaliningrad. Er gehört zur kommunalen Selbstverwaltungseinheit Stadtkreis Tschernjachowsk im Rajon Tschernjachowsk.

## Geographische Lage
Der Ort Bolschewskoje befindet sich im Urstromtal des Pregels umgeben von gefluteten ehemaligen Kiesgruben an der Kommunalstraße 27K-271, die in der Nähe von Talpaki von der Föderalstraße A 229 abzweigt und nach Puschkarjowo (Puschdorf) führt. Die Entfernung zum östlich gelegenen Tschernjachowsk (Insterburg) beträgt etwa 30 Kilometer.

## Geschichte
Das Gut Reichenhof bestand mindestens schon im 19. Jahrhundert. Es gehörte zur Gemeinde Taplacken im Kreis Wehlau direkt an der Grenze zum Landkreis Insterburg sowie zum Kirchspiel Petersdorf. Während des Ersten Weltkriegs und in den Jahren danach war das Gut ein bedeutender Lieferant von Kies.
Nach der Eroberung durch die Rote Armee im Jahr 1945 wurde der Ort im Jahr 1950 in Balaschewskoje umbenannt. Der Ort wurde dem Dorfsowjet Meschduretschenski selski Sowet im Rajon Tschernjachowsk zugeordnet und gelangte nach dessen Auflösung im Jahr 1961 in den Bereschkowski selski Sowet. Im Jahr 1997 wurde der Ort in Bolschewskoje umbenannt. Von 2008 bis 2015 gehörte Bolschewskoje zur Landgemeinde Swobodnenskoje selskoje posselenije und seither zum Stadtkreis Tschernjachowsk.